# The Itchy & Scratchy & Poochie Show
The Itchy & Scratchy & Poochie Show, llamado El show de Pica, Rasca y Poochie en España y El espectáculo de Tomy, Daly y Poochie en Hispanoamérica, es el decimocuarto episodio de la octava temporada de la serie animada Los Simpson, originalmente emitido el 9 de febrero de 1997 en Estados Unidos. En el episodio, Itchy & Scratchy trata de conseguir audiencia con un nuevo personaje, llamado Poochie, y cuya voz la hace Homer. En el episodio hay varias referencias a Los Simpson, ya satiriza el mundo de la producción televisiva, a los fanes de la serie y a la serie misma. Fue escrito por David X. Cohen y dirigido por Steven Dean Moore. Alex Rocco fue la estrella invitada como Roger Meyers, Jr. por tercera y última vez, y Phil Hartman hizo la voz de Troy McClure. El episodio trata sobre la presentación de un personaje de una ocasión llamado Poochie. Además, la entrega superó a Los Picapiedra en la cantidad de episodios de una serie animada.

## Sinopsis
Todo comienza cuando la audiencia del programa de Itchy & Scratchy, en el programa de Krusty el Payaso, disminuye considerablemente. Krusty le da un ultimátum al productor de la serie animada, Roger Meyers: lograr mejorar su programa y levantar el rating de audiencia, o dejaría de emitirlo. Meyers decide reunir un grupo de niños para determinar por qué Itchy & Scratchy había perdido su popularidad.  
Bart y Lisa forman parte del grupo, y su tarea consiste en mirar animaciones y contestar preguntas. Sin embargo, las cosas no acaban muy bien, ya que los niños se contradicen a sí mismos, sugiriendo qué es lo que quieren. Lisa dice que no había nada malo con Itchy & Scratchy; simplemente, los personajes habían perdido el impacto que habían tenido con el público. Meyers le agradece a Lisa por haber "salvado" a Pica y Rasca, y decide que un nuevo personaje era necesario para salvar al programa. Luego, en una junta estando Krusty presente, le dice a su equipo de escritores que creen un perro con actitud. Les pide que le busquen un nombre asertivo, y terminan adoptando la opción que mencionó Meyers: Poochie. 
Homer va a una audición para hacer la voz de Poochie, y gana el papel. Él y June Bellamy, la actriz que hace las voces de Itchy & Scratchy, hacen publicidad para promocionar a Poochie alrededor de todo el país.  
Homer invita a todos sus amigos y parientes a ver en su casa el primer programa de Itchy & Scratchy & Poochie. Sin embargo, la animación es aburrida,  está repleta de relleno, escenas sin sentido y, por si fuera poco, carece de violencia. Homer es el único que le gusta el episodio, sin contar la adulación falsa de Ned Flanders; sin embargo, todos los demás están desilusionados.  
Meyers es obligado a admitir que el debut de Poochie había sido un fracaso, y decide eliminar al personaje. Homer se entera de que Poochie iba a ser asesinado para sacarlo de la serie, y quiere conseguir mantenerlo vivo. 
En la siguiente sesión de grabado de voces, Homer, leyendo un texto que había escrito, le implora a la audiencia que le den otra oportunidad a Poochie. El equipo productor del programa queda impresionado con las palabras de Homer, por lo que le dejan que crea que su discurso aparecerá en el próximo episodio. Sin embargo, Meyers cambia las palabras de Homer por otras, que decían: "Debo irme. Mi planeta me necesita". Después de este discurso, aparece un cartel (todo mal hecho) que aclaraba que Poochie había muerto de camino a su planeta y que nunca regresará al programa. 
La audiencia del estudio de Krusty el Payaso festeja la partida de Poochie, al igual que Bart y Lisa. Homer se siente traicionado por los productores, pero su familia lo anima diciéndole que simplemente el mundo aún no estaba listo para Poochie.

## Producción
Se planeaba este episodio fuese una muestra sobre el proceso de realizar una serie de televisión que ha sido emitida desde hace mucho tiempo, pero que está acercándose a su final, lo cual serviría para mostrar que Los Simpson podría ser bueno luego de ocho temporadas, aunque no tuviera el mismo "impacto" que tuvo en los primeros años. Antes de que comenzara la producción, un ejecutivo de Fox sugirió que un nuevo personaje debería aparecer y permanecer en Los Simpson y que sería "revivir el show como el Tío Oliver en La tribu de los Brady. La aparición inexplicable de un personaje llamado Roy (Lolo en Hispanoamérica) fue una referencia a eso y originalmente se suponía que apareciera en el segmento Time and Punishment de Treehouse of Horror V, viviendo con los Simpson en una de las realidades alternas como un segundo hijo adolescente.
Los ejecutivos de Fox querían a Jenny McCarthy como estrella invitada, ya que querían que firmara un trato con Fox. Este episodio también tiene la primera aparición de la frase característica del dependiente de la tienda de cómics: "El peor episodio de la serie", que fue tomada de los mensajes de "alt.tv.simpsons". La primera mención de la frase puede encontrarse en esta dirección, que se estaba refiriendo a "Itchy & Scratchy: The Movie".

## Temática
Con este episodio, Los Simpson superó a Los Picapiedra en el número de episodios producidos para una serie animada. El episodio, por lo tanto, trata sobre el tema de la longevidad y de los problemas que tienen los productores cuando tratan de que un programa sea "nuevo y fresco" como solía serlo.
El primer tema es el comentario de añadir un nuevo personaje, cuando el programa había sido emitido desde hacía mucho tiempo. Usualmente, hay una técnica utilizada en los programas que involucra a nuevos niños, ya que los demás han crecido. Este es el caso de "Oliver" de The Brady Bunch, de "Pebbles" y "Bam-bam" de Los Picapiedra, o "Luke" de Growing Pains, o un caso más actual Los Padrinos Mágicos con Poof, Sparky y Chloe. También puede utilizarse cuando un actor se va y necesita ser reemplazado, como cuando Ted McGinley reemplazó a Ron Howard en Happy Days. Tanto Poochie como Roy fueron utilizados para reflejar esto, tratando de mantener el interés del público en los programas de Itchy & Scratchy y de Los Simpson, respectivamente.
Otra temática que se trató en el episodio es cuando los ejecutivos de un canal tratan de incluir sus ideas en un programa. La interacción entre los escritores y los ejecutivos en el episodio hacen resaltar las diferencias entre ellos. Los escritores entienden cómo hacer el programa, pero los ejecutivos tratan de innovarlo mediante el punto de vista de los negocios. Ellos tratan de incorporar a quien ven como un personaje rebelde, diciendo "es popular con los niños", pero el público termina rechazando al personaje. Los escritores mismos están satirizados en el episodio, ya que son descritos como perezosos y pretenciosos, con ideas poco originales.
La última temática es la reacción violenta y la obsesión del público por la regularidad interna del programa. Cuando el dependiente de la tienda de cómics ve el episodio de Poochie, inmediatamente va a Internet y escribe "El peor episodio de la serie" en un foro de mensajes; una referencia sobre cuánto la audiencia critica los episodios. Los escritores responden usando como intermediario a Bart:
Bart: Bueno, sé que no fue bueno, pero ¿por qué tienes que quejarte?
Sujeto de las Historietas: Como telespectador fiel, me deben un buen programa.
Bart: ¿Qué? Te dan horas de entretenimiento gratis. ¿Cómo pueden deberte ellos a ti? Más bien tú le debes a ellos.
Sujeto de las Historietas: ...Fue el peor episodio.
En una escena anterior, Homer y June Bellamy dan una conferencia en la tienda de historietas como parte de la promoción del nuevo personaje, Poochie. Cuando se les hace una pregunta sobre la regularidad del programa, Homer responde: "¿Por qué un adulto con una camiseta de 'Genio trabajando' pasa el tiempo viendo una caricatura para niños?" Esto es nuevamente un reflejo de lo que sienten los escritores con la obsesión de los fanáticos sobre la regularidad y consistencia de la serie.